# Sherlock Holmes (seria gier komputerowych)
Sherlock Holmes – seria przygodowych gier komputerowych produkowanych od 2002 roku przez ukraińską firmę Frogwares.

## Rozgrywka
Głównym bohaterem każdej z gier jest postać Sherlocka Holmesa, który rozwiązuje jedną lub kilka (od gry Zbrodnia i kara) zagadek związanych z morderstwami tudzież innymi zbrodniami. Gry są ze sobą niejako powiązane – mieszkanie Sherlocka w nowszej części gier jest zawsze identyczne, a czasem spotkać można nawiązania do jakiegoś wątku sprzed danej gry. Ponadto wygląd niektórych postaci drugoplanowych bywa zbliżony. Gracz steruje głównym bohaterem z perspektywy trzeciej osoby, chyba że następuje zbliżenie do jakiegoś przedmiotu, stolika itp. Akcja rozwija się poprzez szukanie przedmiotów (gra zawiera elementy Point and Click). Rozmowy postaci prezentowane są w oryginalnym języku angielskim (akcent brytyjski) wraz z polskimi napisami.

### Dedukcja[1]
Elementem składającym się na specyfikę gry jest opcja dedukcji, która została wprowadzana wraz z grą Sherlock Holmes kontra Kuba Rozpruwacz i z każdym kolejnym wydaniem jest ona ulepszana. Polega na analizowaniu wskazówek i wyciąganiu prawidłowych wniosków by dojść do odpowiedniej konkluzji. Od części Zbrodnia i Kara jest to szczególnie ważny element, gdyż wybranie mylnych wniosków powoduje zmianę w fabule oraz oskarżenie o zbrodnie niewłaściwej osoby. Gra ma więc więcej niż jedno możliwe zakończenie.

## Postacie
Lista postaci pojawiających się częściej niż w jednej grze:
- Sherlock Holmes – główny bohater całej serii, kieruje prowadzeniem każdej ze spraw, jest uzależniony od narkotyków, ma przybraną córkę, która pojawia się w części „Devils's Daughter”[7], mieszka wraz z doktorem Watsonem przy Baker Street 221b
- Doktor John Watson – doktor nauk medycznych, asystuje Sherlockowi w sprawach, gracz czasami wciela się w jego postać, jest pełen podziwu wobec inteligencji swojego przyjaciela, spisuje na maszynie ich przygody, mieszka wraz z Holmesem przy Baker Street 221b,
- Inspektor Lestrade – inspektor Scotland Yardu, zwykle od niego Sherlock dowiaduje się o sprawach do rozwiązania,
- Mycroft Holmes – brat Sherlocka, odwiedza go na początku zagadki „Sprawa na torach” w grze Zbrodnia i kara,
- Pani Hudson – gospodyni domu przy Baker Street 221b, nie pełni większej roli w żadnej z gier, zwykle informuje jedynie o przybyciu gościa,
- Wiggins – przywódca bandy dzieciaków z ulic Londynu, pomaga Sherlockowi w sprawach, zawsze odnosi się z ogromnym szacunkiem wobec Sherlocka, a ten sowicie nagradza go za pomoc.
- Jon – pojawia się w części Sherlock Holmes Chapter One – widzi go tylko Sherlock.

## Lista gier cyklu[8]
| Polski tytuł                           | Oryginalny tytuł                     | Premiera wersji polskiej                                                                               | Premiera wersji oryginalnej                                                                            | Opis fabuły |
| -------------------------------------- | ------------------------------------ | --- | --- | --- |
| Tajemnica mumii                        | The Mystery of the Mummy Wanadoo     | 12 lipca 2008                                                                                          | 2 listopada 2002                                                                                       | Elisabeth, córka Lorda Montcalfe'a, nigdy nie uwierzyła w samobójstwo swojego ojca. Sherlock Holmes postanawia pomóc jej w wyjaśnieniu tajemnicy zniknięcia słynnego archeologa. W tym celu musi zbadać pełen pułapek i sekretów rodzinny dom Montecalfe'ów. |
| Tajemnica srebrnego kolczyka           | The Silver Earring                   | 1 marca 2005                                                                                           | 27 sierpnia 2004                                                                                       | Sir Melvyn Bromsby umiera na oczach Sherlocka Holmesa podczas przyjęcia wydanego na cześć swojej córki. Najsłynniejszy detektyw świata natychmiast przystępuje do przesłuchiwania świadków i gromadzenia dowodów. |
| Przebudzenie                           | The Awakened                         | 28 kwietnia 2007                                                                                       | 23 listopada 2006                                                                                      | Dziewiętnastowieczną Anglią wstrząsa fala tajemniczych porwań. Nieliczne tropy prowadzą do sekty wyznawców Cthulhu. Scotland Yard jest bezradny, a Sherlock Holmes rozpoczyna nierówną walkę racjonalnego umysłu ze światem nadprzyrodzonym |
| Sherlock Holmes kontra Arsene Lupin    | Nemesis                              | 3 marca 2008                                                                                           | 30 października 2007                                                                                   | Sherlock Holmes otrzymuje dziwny list, którego nadawcą jest słynny Arsene Lupin, powszechnie znany jako król włamywaczy i złodziei. Lupin stawia wyzwanie detektywowi. Planuje bowiem serię wielkich kradzieży na terenie Londynu, które mają na celu upokorzenie Anglii. Zamierza się przy okazji zabawić z Holmesem, którego prosi o zajęcie się tą sprawą i powstrzymanie siebie samego. |
| –                                      | The Mystery of the Persian Carpet    | – | 9 maja 2008                                                                                            | Sherlock Holmes zostaje poproszony o pomoc w rozwikłaniu zagadki śmierci młodego malarza, którego zwłoki zawinięte zostały w skradziony perski dywan. |
| Sherlock Holmes kontra Kuba Rozpruwacz | Sherlock Holmes vs. Jack the Ripper  | 30 września 2009                                                                                       | 30 września 2009                                                                                       | Sherlock Holmes musi zmierzyć się z Kubą Rozpruwaczem – najgroźniejszym seryjnym mordercą znanym ludzkości. |
| Testament Sherlocka Holmesa            | The Testament of Sherlock Holmes     | 20 września 2012                                                                                       | 20 września 2012                                                                                       | Tym razem o zbrodnię zostaje oskarżony sam Sherlock Holmes. |
| Zbrodnia i kara                        | Crimes and Punishments               | 30 września 2014                                                                                       | 30 września 2014                                                                                       | 1. Los Czarnego Piotra – w posiadłości Woodman's Lee zamordowany zostaje Peter Carey, dawny żeglarz. Ślady wskazują, że morderstwo ma związek z jego zawodową przeszłością. 2. Zagadka na torach – ginie pociąg z bardzo drogim wynalazkiem. Wnioski prowadzą do konfliktu pomiędzy Chilijczykami a Meksykanami. 3. Krwawa łaźnia – miejscem zbrodni jest tym razem miejska łaźnia. Wśród osłaniającej pary wodnej ginie jedna z zaproszonych osób. 4. Afera w Abbey Grange – do posesji zamożnego małżeństwa włamuje się trójka znanych włamywaczy, wiele faktów wskazuje jednak, że sprawcą włamu może być ktoś inny lub być może wcale do niego nie doszło. 5. Dramat w Kew Gardens – w ogrodach Kew Gardens ginie Montague Dunne, ofiara została prawdopodobnie zatruta oparami trujących roślin. 6. Spacer po Half Moon Street – o morderstwo na Half Moon Street zostaje oskarżona niewinna osoba, Sherlock zamierza potwierdzić jej niewinność. |
| –                                      | The Devil's Daughter                 | 10 czerwca 2016                                                                                        | 10 czerwca 2016                                                                                        | 1. Ofiarna opowieść – do Sherlocka przychodzi zapłakany chłopiec o imieniu Tom, który pragnie odnalezienia ojca. Został zatrudniony w „specjalnej pracy” i od tego momentu ślad po nim zaginął. 2. Studium w zieleni – na terenie klubu kularskiego ma miejsce zbrodnia, wg świadka – szefa owego klubu – ofiara została zamordowana przez posąg. 3. Niesława – do Sherlocka przyjeżdża gość, który chce nauczyć się jak wygląda życie Sherlocka Holmesa, kolejnej nocy następuje atak na tytułowego bohatera. 4. Reakcja łańcuchowa. 5. Sny w gorączce. |
| –                                      | Sherlock Holmes Chapter One          | 16 listopada 2021 (PlayStation 5, Xbox Series X/S, Microsoft Windows) 28 kwietnia 2022 (PlayStation 4) | 16 listopada 2021 (PlayStation 5, Xbox Series X/S, Microsoft Windows) 28 kwietnia 2022 (PlayStation 4) | (tylko wątek główny) 1. Matczyna miłość 2. Duchy przeszłości 3. Pozłacana klatka 4. Muza zza granicy 5. Ofiarne jagnię |
| –                                      | Sherlock Holmes: The Awakened Remake | 11 kwietnia 2023 (PC, PlayStation 4, PlayStation 5, Xbox One, Xbox Series X/S, Nintendo Switch)        | 11 kwietnia 2023 (PC, PlayStation 4, PlayStation 5, Xbox One, Xbox Series X/S, Nintendo Switch)        | Remake gry Przebudzenie z 2006 roku. |